# Þórey Edda Elísdóttir
Þórey Edda Elísdóttir (Reykjavik, 30 juni 1977) is een IJslands atleet.
In 2000, 2004 en 2008 nam Elísdóttir deel aan de Olympische Zomerspelen aan het onderdeel polsstokhoogspringen. In 2004 bereikte ze daarbij de 5e plaats, en droeg ze de vlag op de sluitingsceremonie.
In 2003 was Elísdóttir verkiesbaar voor Links-Groen in de IJslandse parlementsverkiezingen 2003, maar behaalde ze geen zetel.
- World Athletics: 14283424
- Virtual International Authority File: 3093152139982011100009